# Kalinkavický rajón
Kalinkavický rajón (bělorusky Калінкавіцкі раён, ukrajinsky Калинковицький район, rusky Калинковичский район) je územně-správní jednotkou uprostřed Homelské oblasti v Bělorusku.
Administrativním centrem rajónu je město Kalinkavičy (bělorusky Калінкавічы, rusky Калинковичи).

## Geografie
Rozloha rajónu je necelých 2 757 km². Hraničí s Mazyrským rajónem, Petrykaŭským rajónem, Akcjabrským rajónem, Svetlahorským rajónem, Rečyckým rajónem, Chojnickým rajónem v Homelské oblasti.
Západní část rajónu leží v Pripjaťském Polesí, severní a východní se nachází v Homelském Polesí. Reliéf je převážně rovinatý s nadmořskou výškou od 120 až 135 metrů nad mořem. Nedaleko obce Juravičy se nalezneme nejvyšší bod rajónu s výškou 167,5 metru.
Mezi přírodní zdroje v rajónu patří ropa, rašelina a písek. Průměrná lednová teplota je -6,2 °C, červenec 18,7 °C. Průměrné roční srážky činí 575 mm. Územím rajónu protéká řeka Pripjať a její přítoky Tremlja, Iúa, Nenač, Zakavanka a Vic. Lesy pokrývají 48 % území rajónu, bažiny 2,4 %.

## Historie
Až do 3. března 1924 byl území rajónu součástí RSFSR. Okres byl založen 17. července 1924, ale 26. července 1930 byl zrušen a území bylo začleněno do rajónu Mazyrského. Městečko Kalinkavičy získalo status města 3. července 1925. Dne 3. července 1939 byl rajón obnoven jako samostatná správní jednotka.

## Demografie
Populace rajónu čítá na 65 200 obyvatel, z toho v městských oblastech žije 39 500 lidí. V rajónu je celkem 130 osad.

## Ekonomika
V rajónu se nachází společnosti a podniky, mezi které patří Kalinkavická továrna na nábytek, závod na výrobu mléka, továrna produkující běžnou chemii, Kalinkavický masokombinát, Kalinkavická pekárna a závod na výrobu sýrů a másla.

## Zajímavosti
V rajónu se nachází malé vesnice Boľšije Avtjuki a Malyje Avtjuki, kde se pravidelně koná humorný festival.

## Doprava
Kalinkavičy se nachází 122 km jihozápadně od Homelu. Město je železničním uzlem na Homel, Žlobin, Brest a Ovruč na Ukrajině a významnou silniční křižovatkou do Homeli, Paryčy, Žytkavičy, Oŭruč.
Vozový autobusový park rajónu sestává z 33 autobusů a 2 minibusů, které jezdí na 2 městských a 21 příměstských trasách.

## Významní rodáci
- Pjotr Lukjanavič Babak (Пётр Лук'янавіч Бабак; * 1926, Berazňaki) — hrdina socialistické práce

- Andrej Anisimavič Bely (Андрэй Анісімавіч Белы; * 1922–2011, Navinki) — hrdina Sovětského svazu

- Maryja Stanislavaŭna Bjaljanka (Марыя Станіславаўна Бялянка; * 1926–1994, Jurevičy) — běloruská a sovětská trenérka kanoistiky

- Uladzimir Aljaksandravič Barysenka (Уладзімір Аляксандравіч Барысенка; * 1912–1993, Penica) — hrdina Sovětského svazu

- Jaŭhen Ivanavič Karšukoŭ (Яўген Іванавіч Каршукоў) — běloruský spisovatel, překladatel

- Usevalad Ihnatavič Kraŭčanka (Усевалад Ігнатавіч Краўчанка) — běloruský spisovatel